# LG V50 ThinQ
Le LG V50 ThinQ est un smartphone fabriqué et commercialisé par la marque sud-coréenne LG en 2019, le deuxième avec le LG G8 ThinQ. Il représente le haut de gamme de LG, fait suite au LG V40 ThinQ et précède le LG V60 ThinQ.
Il est compatible avec la 5G.